# Nunzio Sulprizio
Nunzio Sulprizio (13 de abril de 1817 - 5 de maio de 1836) foi um católico romano italiano de Pescara que trabalhou como aprendiz de ferreiro. Ele sofreu de problemas de saúde durante sua breve vida e foi considerado por aqueles que o conheceram uma pessoa gentil e piedosa.
Sulprizio foi beatificado no final de 1963 após o reconhecimento de dois milagres (curas diretas) atribuídos à sua intercessão. O Papa Francisco confirmou sua canonização em 8 de junho de 2018 após a confirmação de um segundo milagre e Sulprizio foi canonizado em 14 de outubro de 2018.

## Vida
Nunzio Sulprizio nasceu em 13 de abril de 1817 filho de Domenico Sulprizio (que nasceu em Popoli) e Rosa Luciani logo após a Páscoa ; ele recebeu o nome de seu avô paterno, Nunzio, que morreu em 8 de setembro de 1803. Seus pais se casaram em 28 de maio de 1816 e ele próprio nasceu durante um período de grande fome. Ele foi batizado antes do pôr do sol, poucas horas depois de seu nascimento. Seus pais o levaram ao Bispo de Sulmona Francesco Tiberi em 16 de maio de 1820 para que recebesse sua Confirmação na fé.
Seu pai morreu em 31 de julho de 1820. Sua mãe faleceu em 5 de março de 1823 e ele foi enviado para morar com sua avó materna Anna Rosaria Luciani del Rossi, que era analfabeta, mas firme na fé. Os dois costumavam caminhar juntos e ir à missa regularmente. Ele também começou a frequentar a escola para alunos pobres que o Padre Fantacci administrava; sua avó morreu mais tarde em 4 de abril de 1826. Foi a partir daí que seu tio - Domenico Luciani (frequentemente chamado de "Mingo") - o contratou como aprendiz de ferreiro. Seu tio era severo com ele e muitas vezes o deixava sem alimentação adequada e não o alimentava se percebia que Sulprizio precisava de disciplina ou correção. Enviava Sulprizio para fazer recados, independentemente da distância que o sobrecarregava. Ele também era espancado ou amaldiçoado se seu tio não gostasse de como ele fazia suas tarefas. O trabalho foi demais para ele devido à sua idade e ele contraiu uma doença em 1831. Isso ocorreu em uma manhã de inverno, quando seu tio o enviou às encostas de Rocca Tagliata para obter suprimentos. Naquela noite, ele ficou exausto e teve uma perna inchada e uma febre ardente que o obrigou a dormir. Ele não mencionou isso ao tio, embora na manhã seguinte descobrisse que não conseguia mais ficar de pé. Seu tio era indiferente ao seu sofrimento.  Sua condição foi posteriormente diagnosticada como gangrena em uma perna. Ele foi hospitalizado primeiro em L'Aquila entre abril e junho e depois em Nápoles. Apesar de sua dor, ele lidou com isso com paciência e oferecendo sua dor a Deus.
Durante sua doença em casa, ele precisava limpar sua ferida em uma base constante. Houve uma ocasião em que ele foi a um riacho perto de sua casa para limpar seu ferimento, mas uma mulher que foi lavar suas roupas o expulsou depois de dizer que ele poluiria a água. Em vez disso, ele encontrou outro riacho e foi capaz de recitar vários rosários enquanto deixava a água limpar sua ferida.
O hospitalizado Sulprizio mais tarde conheceu seu tio paterno - Francesco Sulprizio (um soldado) - que o apresentou a um colega soldado: o Coronel Felice Wochinger. Seu tio o apresentou àquele coronel em 1832. O relacionamento dos dois logo cresceu até se tornar o de pai e filho. Gaetano Errico - futuro santo - prometeu-lhe que o admitiria na ordem religiosa quando chegasse o momento certo. Em 20 de junho de 1832, ele entrou no Hospital dos Incuráveis para buscar tratamento adicional com o coronel que supria todas as suas necessidades durante esse tempo. Ele também se preparou para sua primeira comunhão durante este tempo e estava entusiasmado em recebê-la mais cedo, apesar do fato de que as regras determinavam que ele deveria ter quinze anos. Ele também fez tratamentos em um spa na ilha de Ischia e foi capaz de abandonar as muletas em favor de uma simples bengala.
Em 1835, os médicos decidiram amputar sua perna como única opção, mas sua dor continuou. Sua situação piorou em março de 1836 e seu sofrimento aumentou com o aumento da febre. Ele continuou a colocar sua confiança em Deus e estava bem ciente do fato de que o fim estava próximo. Dois meses depois, na data de sua morte, ele pediu que um crucifixo fosse trazido a ele antes de convocar seu confessor e receber os sacramentos pela última vez. Ele morreu em 1836 devido à doença que contraiu. Seus restos mortais estão agora localizados na Igreja de San Domenico Soriano, em Nápoles. Décadas após sua morte, o Papa Leão XIII propôs Sulprizio como modelo para os trabalhadores.

## Santidade

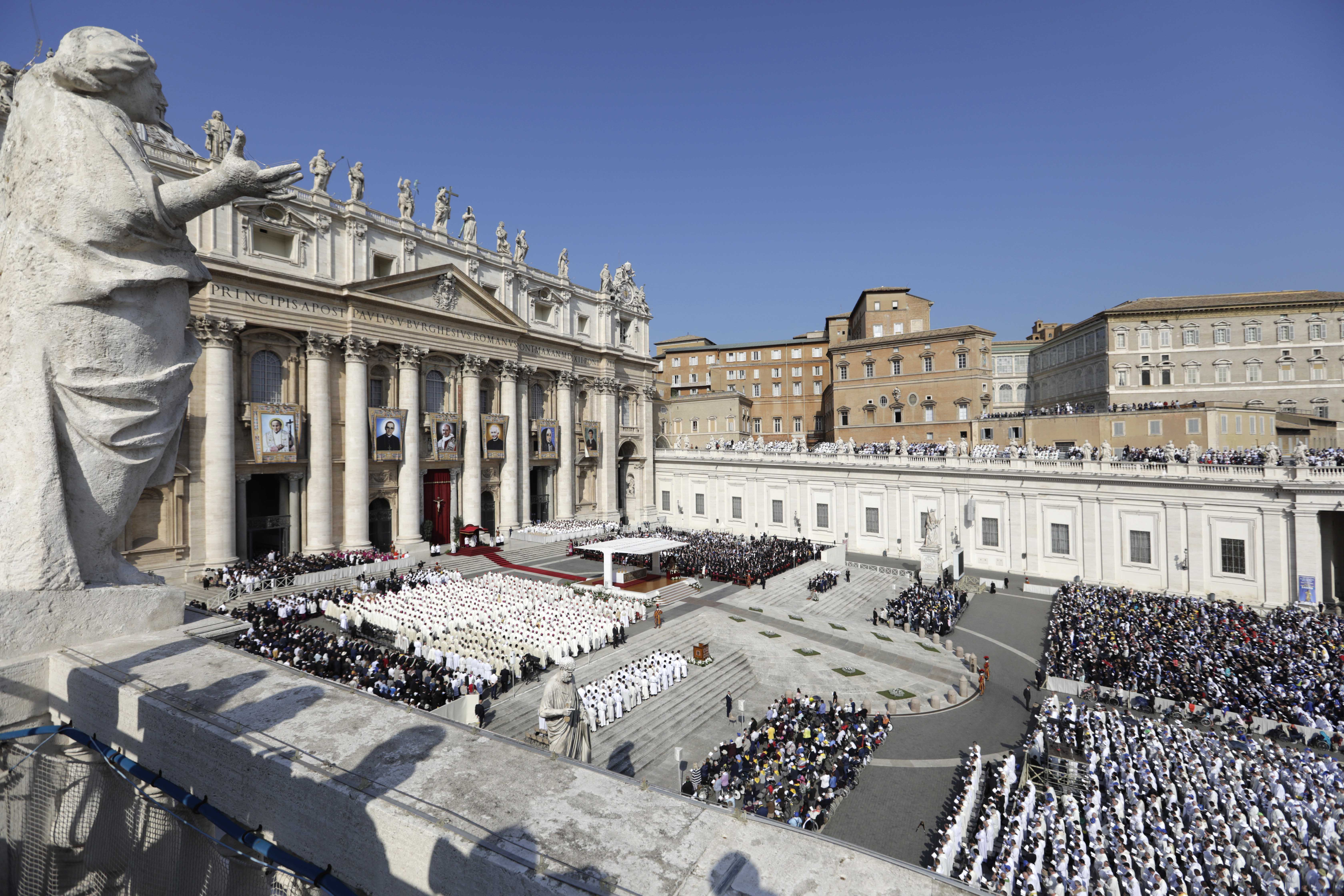
Canonização de Sulprizio em 2018

O processo de beatificação foi iniciado em Nápoles e Pescara-Penne em um processo informativo que foi lançado em 3 de julho de 1843 e que mais tarde foi concluído cerca de uma década depois, em 5 de setembro de 1856; O Papa Pio IX lançou a causa em 9 de julho de 1859, na qual foi intitulado Servo de Deus. Mais tarde, os teólogos aprovaram que seus escritos estivessem de acordo com a doutrina oficial da Igreja em 7 de setembro de 1871, enquanto a Congregação para os Ritos validou a fase informativa algum tempo depois, em 20 de setembro de 1877. Em setembro de 1884, uma comissão antepreparatória se reuniu para discutir a causa, assim como uma comissão preparatória em outubro de 1889 e uma última comissão geral em 6 de fevereiro de 1891. A conclusão bem-sucedida desses processos significava que a causa poderia ser levada ao papa para sua aprovação final. Foi proclamado Venerável em 21 de julho de 1891, depois que o Papa Leão XIII confirmou que Sulprizio viveu uma vida exemplar de virtudes heróicas. Leão XIII propôs Sulprizio como um modelo adequado para trabalhadores de todas as idades.
Os dois milagres exigidos para sua beatificação (ou curas que ocorreram após as petições de sua intercessão) foram investigados em suas dioceses de origem. Foi então submetido a uma investigação mais aprofundada no C.O.R., cuja comissão preparatória aprovou o milagre em 8 de janeiro de 1963, assim como uma geral em 5 de março; O Papa João XXIII posteriormente aprovou a beatificação pouco antes de sua morte e, portanto, não pôde celebrar a beatificação. Seu sucessor, o Papa Paulo VI, o beatificou em 1º de dezembro de 1963 na Basílica de São Pedro.
O milagre necessário para sua canonização foi investigado em Taranto e o arcebispo Filippo Santoro colocou o caso sob exame diocesano em um processo que durou de 19 de junho de 2015 até 11 de julho de 2016. Após esse processo, a documentação recolhida foi enviada à Congregação para as Causas dos Santos em Roma para exames médicos e teológicos adicionais. A C.C.S. aprovou este milagre na reunião realizada em 5 de junho de 2018. O Papa Francisco confirmou este milagre em 8 de junho e confirmou que Sulprizio seria canonizado em 14 de outubro de 2018.

### Milagre de canonização
O milagre que levou à sua canonização dizia respeito a um homem ferido em um acidente de moto que entrou em coma. Uma relíquia de Sulprizio foi - a pedido de seus parentes - colocada em seu quarto de hospital. Quase uma semana depois, seus pais foram informados de que ele havia feito um progresso notável e havia acordado do coma e não estava em estado vegetativo, como se acreditava.